# Большая Северная (приток Синячихи)
Больша́я Се́верная — река в России, протекает в Алапаевском районе Свердловской области. Устье реки находится в 42 км по левому берегу реки Синячихи. Длина реки Большой Северной составляет 15 км.
В 5,6 км от устья Большой Северной по правому берегу в неё впадает река Леневка.
Система водного объекта: Синячиха → Нейва → Ница → Тура → Тобол → Иртыш → Обь → Карское море.

## Данные водного реестра
По данным государственного водного реестра России, река Большая Северная относится к Иртышскому бассейновому округу, речному бассейну Иртыша, речному подбассейну Тобола. Водохозяйственный участок — Реж (без реки Аяти от истока до Аятского гидроузла) и Нейва (от Невьянского гидроузла) до их слияния.
Код объекта в государственном водном реестре — 14010501812111200006570.